# Nino, o Italianinho
Nino, o Italianinho é uma telenovela brasileira, produzida pela TV Tupi e apresentada de 5 de maio de 1969 a 4 de julho de 1970, às 19h.
Foi escrita por Geraldo Vietri e Walther Negrão e dirigida por Geraldo Vietri.
Dos 304 capítulos originalmente exibidos, apenas 4 foram preservados, estando sob a guarda da Cinemateca Brasileira.

## Sinopse
Numa vila do bairro do Bexiga em São Paulo, tradicional reduto de imigrantes italianos, mora Nino, o amigo de todos. O rapaz tinha quinze anos quando chegou ao Brasil em companhia de um tio, Ângelo. Com muito trabalho Nino tornou-se dono de um açougue. Alegre, rude e de bom coração, o rapaz não consegue conquistar o coração da ambiciosa Natália, sua vizinha também pobre que está tentando se aproximar de Renato, seu milionário patrão - dono de uma joalheria e filho de Dona Virgínia, proprietária das casas da vila, completamente contra o envolvimento de Renato com Natália.
Enquanto Nino sofre por Natália, Bianca sofre de amores por Nino. Ela é uma jovem meiga, tímida, não muito bonita e que, ainda por cima, tem um defeito na perna. Apaixonada pelo açougueiro, Bianca vive seu ciúme em silêncio, até que Nino vê despertar em si o verdadeiro amor em relação a ela.
Em torno desse drama sentimental, os outros moradores da vila vivem suas pequenas batalhas do dia-a-dia - como Dona Santa. Viúva, mãe de três filhos homens, ela é o protótipo da mãe italiana: abnegada, trabalhadora, expansiva e superprotetora. A ela recorriam todos os vizinhos em caso de dificuldade. E foi justamente Dona Santa que acabou aproximando Nino de Bianca, fazendo-o esquecer de Natália.

## Elenco
- Juca de Oliveira.... Nino
- Aracy Balabanian.... Bianca
- Bibi Vogel.... Natália
- Uccio Gaeta... Zio Angelo
- Wilson Fragoso.... Renato
- Myrian Muniz.... dona Santa
- Dina Lisboa.... dona Virgínia
- Elizabeth Hartmann.... Cláudia
- Elias Gleizer.... Donato
- Etty Fraser.... Adelaide
- Dirce Migliaccio.... dona Nena
- Lúcia Mello.... Leonor
- Marcos Plonka.... Max
- Marisa Sanchez.... Júlia
- Paulo Figueiredo.... Vitor
- Tetê Medina.... Ada
- Dênis Carvalho.... Julinho
- Tony Ramos.... Rubinho
- Ana Rosa.... Valéria
- Annamaria Dias.... Elza
- Marina Freire.... Luiza
- Chico Martins
- Guy Loup.... Norminha
- Felipe Levy .... Felipe

## Trilha Sonora

### Nacional
1. A Última Palavra (La Ultima Parola) - Juca de Oliveira
2. Vivremo L'Amore - Gian Carlo
3. Os Pensamentos Teus (The Windmills of Your Mind) - Wilson Fragoso
4. Casaco Marron - Olívia Camargo
5. Un Baccio - Uccio Gaeta
6. Canção Para O Nosso Amor - Benito Di Paula
7. Nino - Benito Di Paula
8. Tema de Branca (Gia's Theme) - Aracy Balabanian
9. O Dia em que eu Chegar (First of May) - Paulo Figueiredo
10. A Flor que O Tempo Guardou - Sérgio Luiz
11. O Sonho Impossível (The Impossible Dream) - Denis Carvalho
12. Ária de Esperança - Graça Mello

### Complementar
1. Mattino - Albano
2. Música - Albano
3. Pino Donaggio - Gianni
4. Io Per Amore - Gianni

## Adaptações
- Nino, las cosas simples de la vida (1971): Telenovela peruana-argentina produzida e exibida pela Panamericana Televisión e Canal 13, protagonizada por Enzo Viena e Gloria María Ureta.
- Julián de madrugada (1982): Telenovela argentina produzida e exibida pela ATC, protagonizada por Víctor Hugo Vieyra e Marta González.
- Nino (1996): Telenovela peruana produzida e exibida pela Panamericana Televisión, protagonizada por Christian Thorsen e Mónica Sánchez.